# Zračna luka Đồng Hới
Zračna luka Đồng Hới (vijetnamski Cảng hàng không Đồng Hới ili Sân bay Đồng Hới) (IATA: VDH, ICAO: ?), službeno je ime za Đồng Hới zračnu luku, Quảng Bình, Vijetnam.